# 공주 상신리 당간지주
공주 상신리 당간지주(公州 上莘里 幢竿支株)는 대한민국 충청남도 공주시 반포면 상신리, 마을 입구의 민가 뒷돌담에 서 있는 당간지주이다. 1981년 6월 16일 충청남도의 유형문화재 제94호로 지정되었다.

## 개요
당간지주는 사찰 입구에 설치하는 것으로, 절에 행사나 의식이 있을 때면 당이라는 깃발을 달아 두는데, 이 당을 꽂아두는 길다란 장대를 당간이라 하고, 당간의 양쪽에 서서 이를 지탱시켜주는 두 돌기둥을 당간지주라 한다. 드물게 당간이 있으나 대부분 두 기둥만 남아있다.
이 당간지주는 마을 입구의 민가 뒷돌담에 서 있다. 남아있는 상태가 그리 좋지 않아서 한쪽 기둥은 잘린 채 떨어져 있고, 다른 한쪽도 파손이 심하다. 기둥의 받침대는 여러 개의 돌로 조립되어 있으며, 옆면에 연꽃무늬를 새겨 놓았다. 마주보는 면에는 아래위 두 곳에 당간을 고정시키기 위한 홈을 파놓았다. 바깥면의 가운데에는 넓은 띠를 도드라지게 새겨놓았고, 앞뒷면은 가장자리에 테두리선을 넓게 둘러놓았다. 기둥사이에는 당간을 받치던 받침돌이 놓여 있는데, 그 윗면에 동그란 홈을 두어 당간을 꽂아두도록 하였다.
돌을 다듬은 솜씨나 각 부분의 꾸밈새로 보아 고려시대의 작품으로 보인다.

## 참고 자료
- 공주상신리당간지주 - 국가유산청 국가유산포털